# Azra Aksu

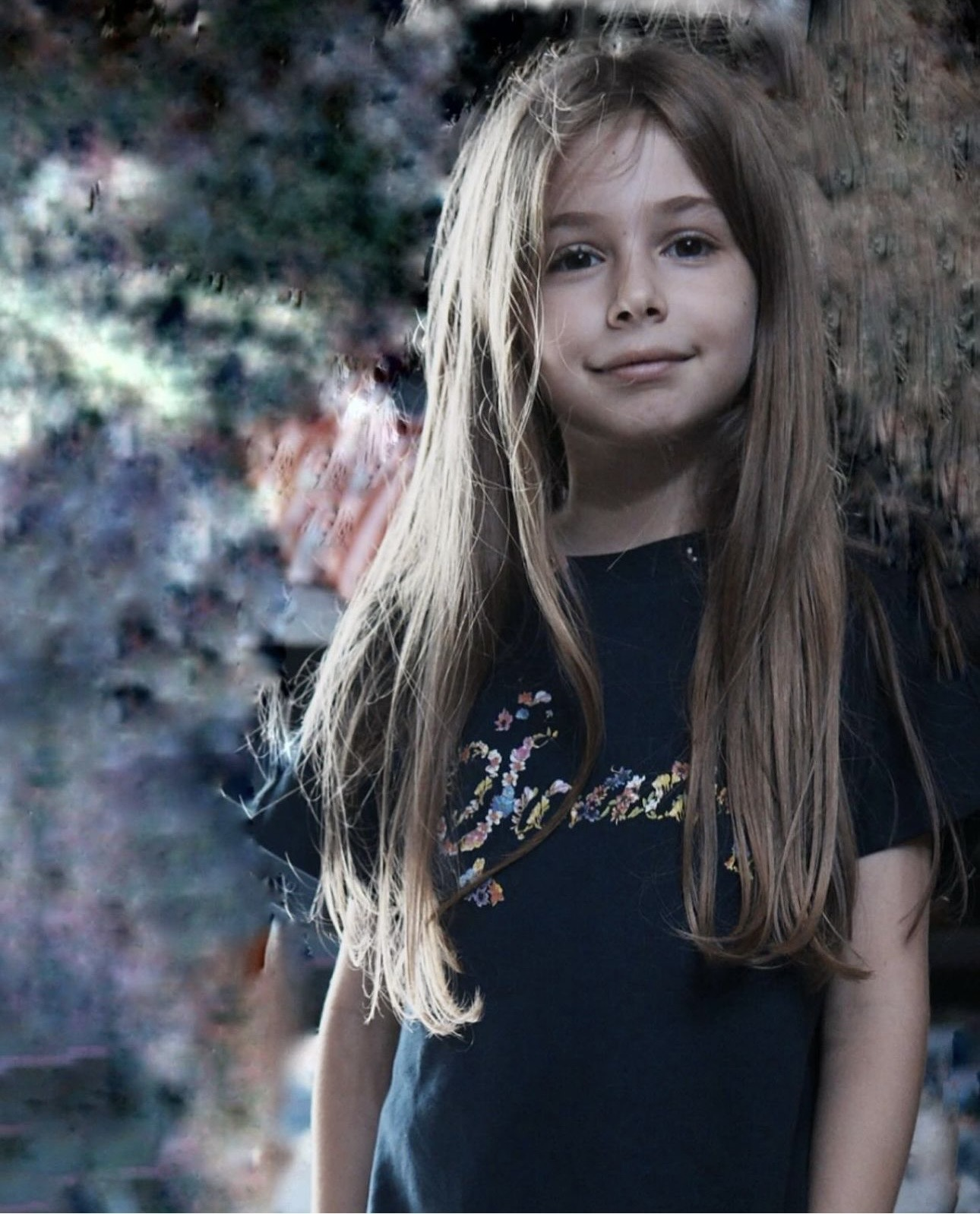
Azra Aksu

Azra Aksu (* 26. Januar 2015 in Istanbul) ist eine türkische Kinderdarstellerin.

## Biografie
Aksu wurde am 26. Januar 2015 in Istanbul geboren. Zunächst trat sie in verschiedenen Werbespots für Marken wie İGA, Shell, Cıvıl, Nako und Fiat auf. Ihr Debüt gab sie 2020 in der Fernsehserie Çocukluk. Anschließend war sie 2021 in Baht Oyunu zu sehen. Im selben Jahr wurde sie für die Serie İşte Bu Benim Masalım gecastet.
Von 2022 bis 2023 setzte Aksu ihre Karriere in Bir Küçük Gün Işığı fort. 2023 bekam sie in dem Film Son Akşam Yemeği eine Hauptrolle.

## Filmografie
Filme
- 2023: Son Akşam Yemeği

Serien
- 2020: Çocukluk
- 2021: Baht Oyunu
- 2021: İşte Bu Benim Masalım
- 2022–2023: Bir Küçük Gün Işığı

## Auszeichnungen

### Gewonnen
- 2022: 48. Altın Kelebek in der Kategorie „Beste Kinderdarstellerin“[5]